# Постнов, Вилен Петрович
Вилен Петрович Постнов (8 апреля 1936 — 2012) — заслуженный архитектор Российской Федерации (1993), почётный строитель Москвы.
С 1960 по 1964 работал в Новокузнецке в Кузбассгражданпроекте . С 1965 года в институте Гипрогор (Москва) заместителем директора-главным архитектором.
Разработал генеральные планы городов Новокузнецка, Новосибирска, Братска, Костромы, Тбилиси, Алма-Аты, Таганрога.
Академик РААСН по секции градостроительства. Работал архитектор также начальником отдела НПЦ РААСН, ГП «Гипрогор». Работал в комиссиях по застройке кварталов различных городов России. Был членом Совета государственной вневедомственной экспертизы Главгосэкспертизы России . Руководил компанией «Творческо-производственный центр „Интерград“».

## Сочинения
- В. П. Постнов. Гипрогор и мегаполисы России[6]